# Federazione pallavolistica delle Tonga
La Federazione tongana di pallavolo (eng. Tonga Volleyball Association, TVA) è un'organizzazione fondata per governare la pratica della pallavolo nelle Tonga.
Organizza il campionato maschile e femminile, e pone sotto la propria egida la nazionale maschile e femminile.
Ha aderito alla FIVB nel 1987.